# Stora Färgen, Västergötland
Stora Färgen är en sjö i Alingsås kommun i Västergötland och ingår i Göta älvs huvudavrinningsområde. Sjön är 47,6 meter djup, har en yta på 6,03 kvadratkilometer och befinner sig 61,2 meter över havet. Sjön avvattnas av vattendraget Forsån.

## Delavrinningsområde
Stora Färgen ingår i det delavrinningsområde (642035-130529) som SMHI kallar för Utloppet av Stora Färgen. Medelhöjden är 100 meter över havet och ytan är 26,72 kvadratkilometer. Det finns ett avrinningsområde uppströms, och räknas det in blir den ackumulerade arean 55,22 kvadratkilometer. Forsån som avvattnar avrinningsområdet har biflödesordning 3, vilket innebär att vattnet flödar genom totalt 3 vattendrag innan det når havet efter 66 kilometer. Avrinningsområdet består mestadels av skog (56 %). Avrinningsområdet har 6,36 kvadratkilometer vattenytor vilket ger det en sjöprocent på 23,8 %.